# Békessy Imre
Békessy Imre (Németkeresztúr, 1887. október 13. – Budapest, Erzsébetváros, 1951. március 14.) újságíró. Hans Habe író apja.

## Életútja
Békessy Antal és Oesterreicher Anna fia. Korán újságíró lett és közgazdasági eleven riportjaival tűnt fél már az első világháború előtt. 1919-ben A Munka c. kőnyomatos újság szerkesztője volt. 1920 májusábanban elfogták, de Bécsbe szökött és ott Die Börse címen lapot alapított, melynek szerkesztője lett. Később Die Stunde címen alapított és szerkesztett politikai napilapot 1927-ig. Ebben jelent meg a frankhamisítás és a mögötte álló erők első külföldi leleplezése, valamint Gömbös Gyula kapcsolataié a müncheni Barna Házzal (Braunes Haus). Lapjánál több, a hazai fehérterrort ismertető emigráns újságíró is dolgozott. A Die Bühne és a Der Warenmarkt című gazdasági lap is az ő tulajdona volt. Karl Kraus, a Die Fackel szerkesztője és főleg Friedrich Austerlitz, az Arbeiterzeitung szerkesztője perbe fogták, mire Békessyt letartóztatták, de csakhamar tisztázta magát a vádak alól és Párizsba, majd Budapestre költözött, ahol megalapította a német nyelven Budapesten és Bécsben megjelenő Panoptikum című havi szemléjét. Itthon Az Újságban megjelenő cikkei révén a szélsőjobboldali sajtó céltáblájává vált. 1939 tavaszán emigrált Amerikába, ahol Az Ember című hetilapnak dolgozott mint cikkíró, később pedig a clevelandi Szabadság című magyar napilapnak volt a főmunkatársa. Mint az amerikai hírszerző szolgálat referense a második világháború mikrofilmen kijuttatott magyarországi sajtóanyagáról szerkesztett tájékoztatót, majd magyar segélymozgalmat szervezett. Ekkortájt és ott jelent meg angol nyelven Barabbas című Hitlert gúnyoló regénye is. 1945 után visszatért Magyarországra, megválasztották a Magyar Újságírók Országos Szövetsége Emigrált, Deportált, Internált Csoportjának tiszteleti tagjává. 1949-ben letartóztatták, a Magyar életrajzi lexikon ugyan azt írja, hogy a börtönben hunyt el, ám a halotti anyakönyvi bejegyzés szerint feleségével, Marton Biankával együtt bódítószerrel követtek el öngyilkosságot a lakásukban. A toll mártírjai (Bp., 1945) és a Levelek Hatvany Lajoshoz (Bp., 1967) című kötetekben megjelent írásai dokumentum értékűek.